# Monument à la Défense du Canal de Suez
Le Monument à la Défense du Canal de Suez (ou Monument commémoratif de guerre au Canal de Suez) est un monument situé à Ismaïlia, en Égypte.
Inauguré en 1930, il commémore les soldats britanniques, égyptiens, français et italiens morts pendant la Première Guerre mondiale en défendant le canal de Suez.
Il est l'œuvre du sculpteur français Raymond Delamarre et de l'architecte français Michel Roux-Spitz, avec la participation d'Emmanuel Guérin et Italo Santelli.
Fait de granite, le monument se compose de deux immenses pylônes de 40 mètres de hauteur (qui symbolise les rives) séparés par un espace (qui symbolise le canal). Deux statues se trouvent à la base du monument.

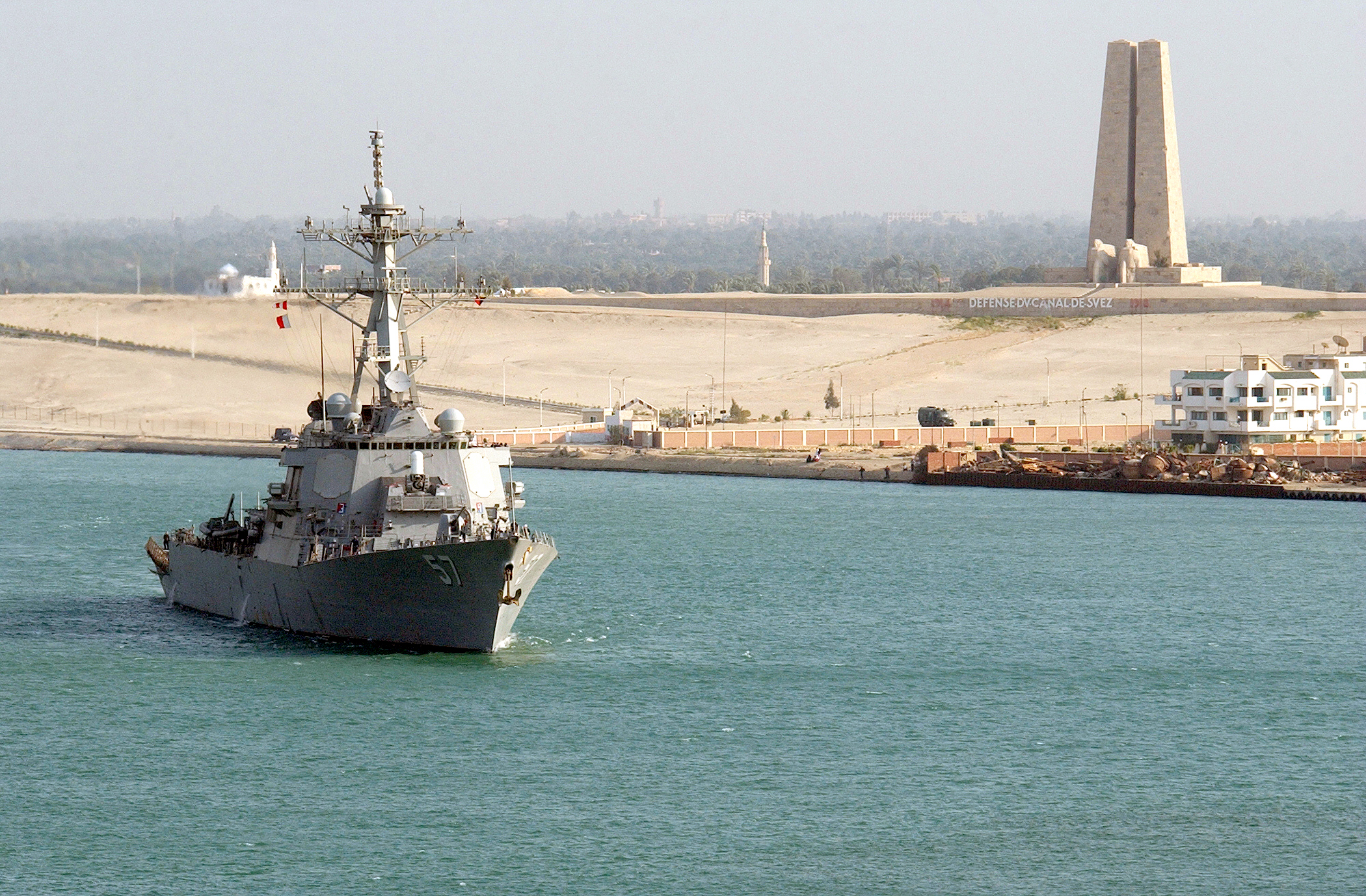
L'USS Mitscher passant devant le Monument à la Défense du Canal de Suez en 2003.
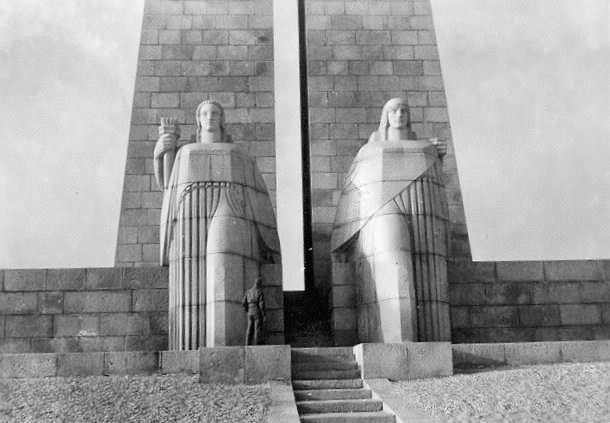